# Ateneum
Het Ateneum (Fins: Ateneumin taidemuseo/ Zweeds: Ateneum konstmuseet) in Helsinki is het grootste kunstmuseum van Finland. Het werd aanvankelijk geëxploiteerd door de Finse Kunstvereniging (Suomen Taideyhdistys) en maakt sinds 1990 deel uit van de Nationale Galerie van Finland.
Het museum is sinds de oprichting in 1887 gehuisvest aan het Rautatientori (Stationsplein) van Helsinki, waarin zich aanvankelijk ook het museum voor kunstnijverheid en twee kunstopleidingen bevonden. Basis was de verzameling van de in 1846 opgerichte Finse Kunstvereniging, die in 1863 voor het eerst voor het publiek werd opengesteld. Sinds 1991 is het gebouw uitsluitend voor het Ateneum in gebruik.

## Gebouw
Het neorenaissancistische museumgebouw werd ontworpen door Theodor Höijer. De symmetrische façade is rijk gedecoreerd met beelden en reliëfs, grotendeels van de hand van Carl Eneas Sjöstrand. De bustes boven de hoofdingang stellen de architect Bramante, de schilder Rafaël en de beeldhouwer Phidias voor. Het fronton wordt ondersteund door vier kariatiden, die de architectuur, de schilderkunst, de beeldhouwkunst en de muziek symboliseren. In het timpaan is Pallas Athena afgebeeld, de godin van de kunsten en naamgeefster van het museum. Eronder staat de tekst Concordia res parvae crescunt ("Door eendracht worden kleine dingen groter"). Tussen de vensters bevinden zich reliëfs van Ville Valgren, die verschillende kunstenaars afbeelden, onder wie Rembrandt en Rubens. In 1991 werd het gebouw na een grondige restauratie heropend,

## Collectie
De collectie omvat ruim 4300 schilderijen en ruim 750 beeldhouwwerken. De nadruk ligt op de Finse kunst tot 1960, maar het museum heeft ook 650 schilderijen en beeldhouwwerken van niet-Finse kunstenaars, waaronder Straat in Auvers-sur-Oise van Vincent van Gogh, dat in 1903 de eerste Van Gogh was die in een museumcollectie terechtkwam. In de internationale collectie zijn ook Paul Gauguin, Paul Cézanne, Marc Chagall, Edvard Munch, Ilja Repin en Auguste Rodin vertegenwoordigd. De basis van deze collectie werd gelegd door Herman Antell (1847-1893).

## Galerie

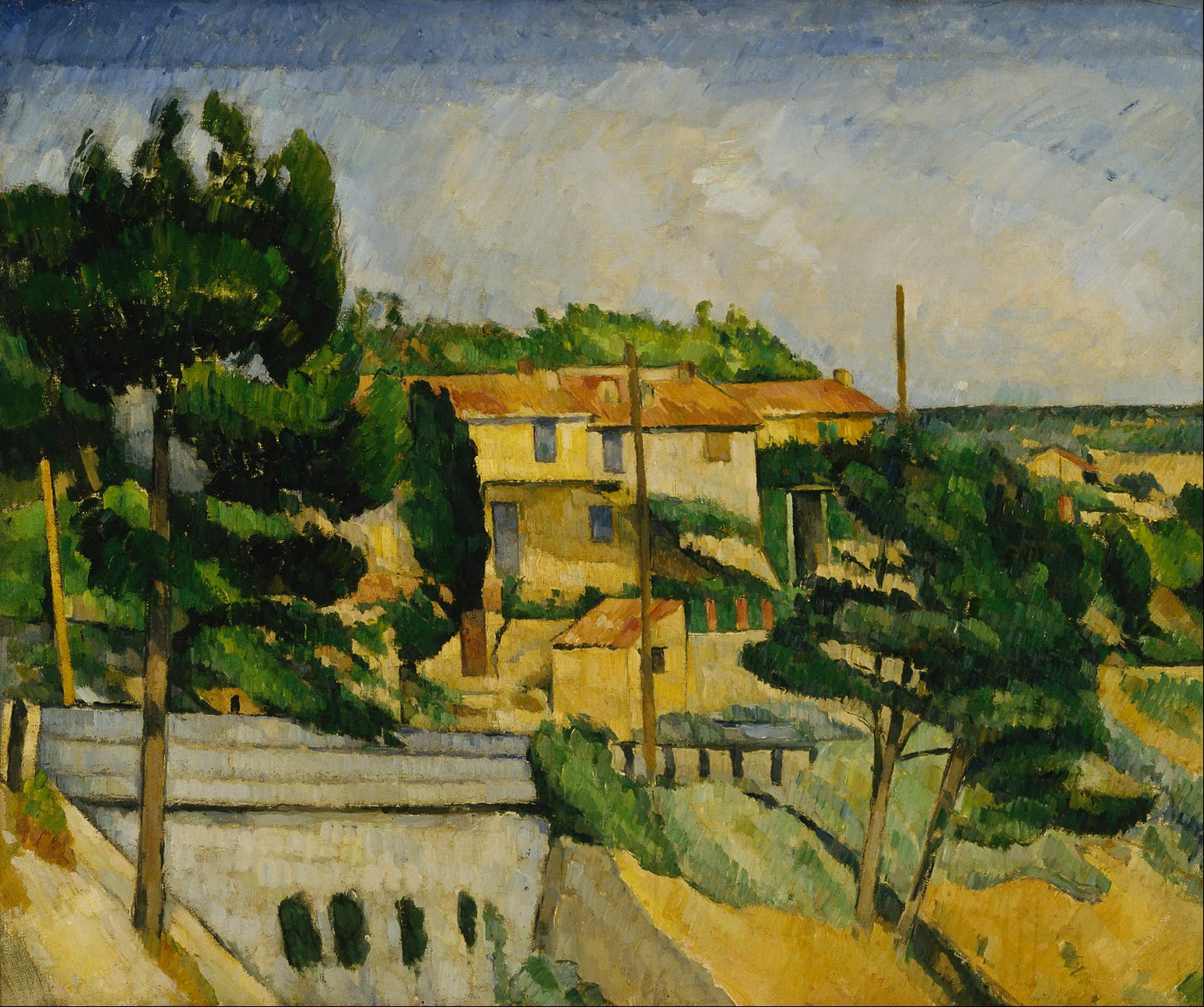
De brug bij L'Estaque - Paul Cézanne
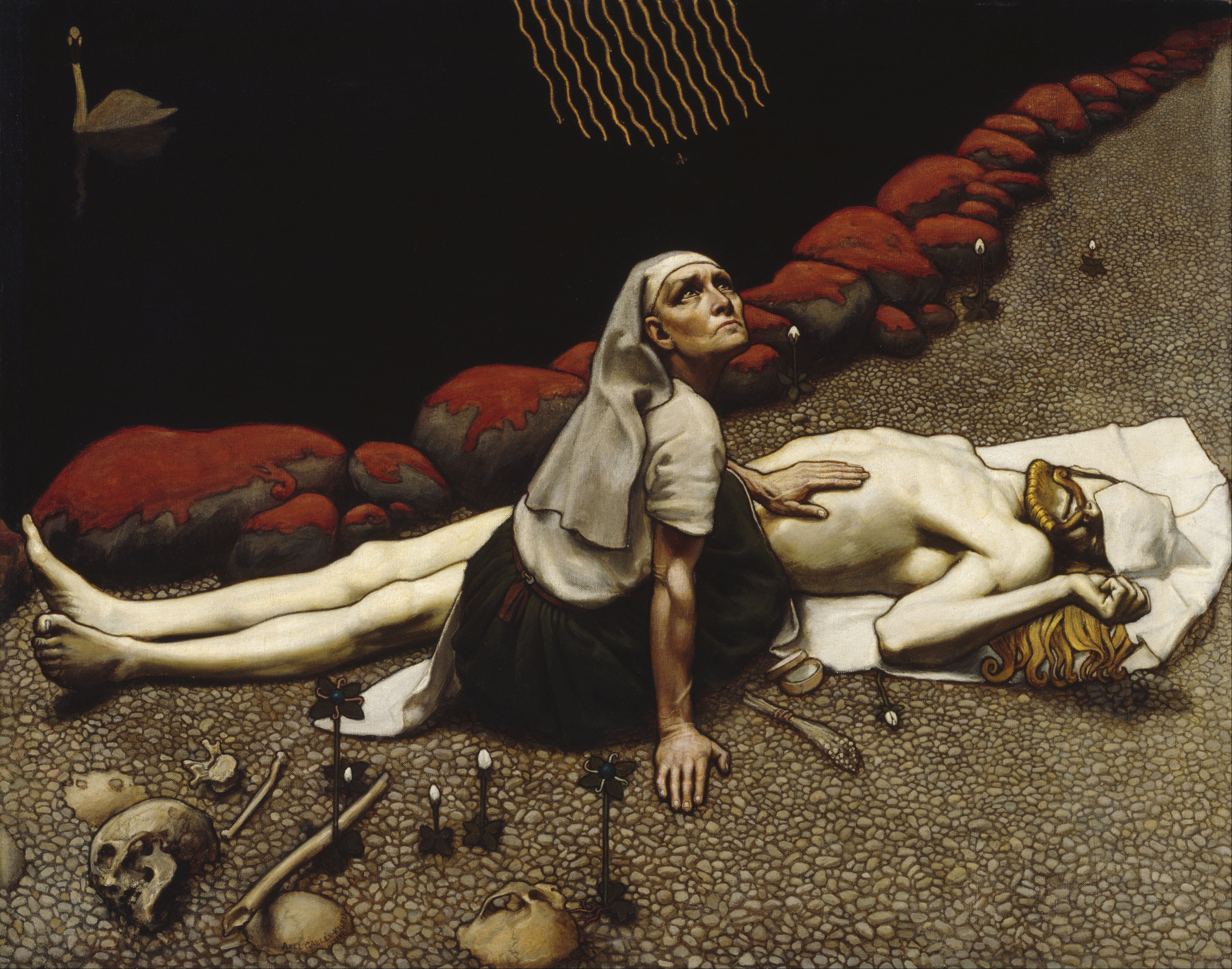
Lemminkäinens moeder - Akseli Gallen-Kallela
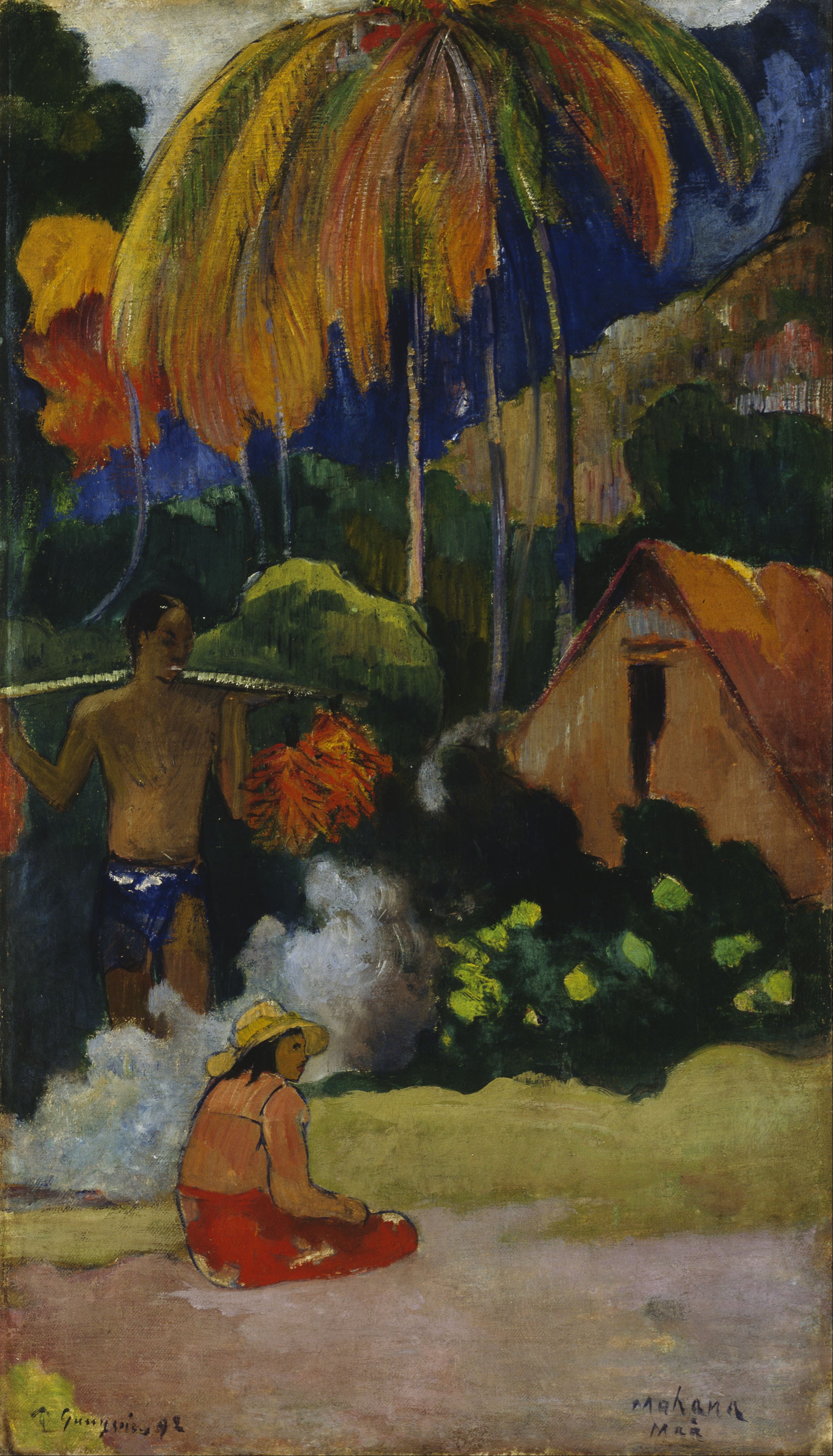
Landschap in Tahiti - Paul Gauguin
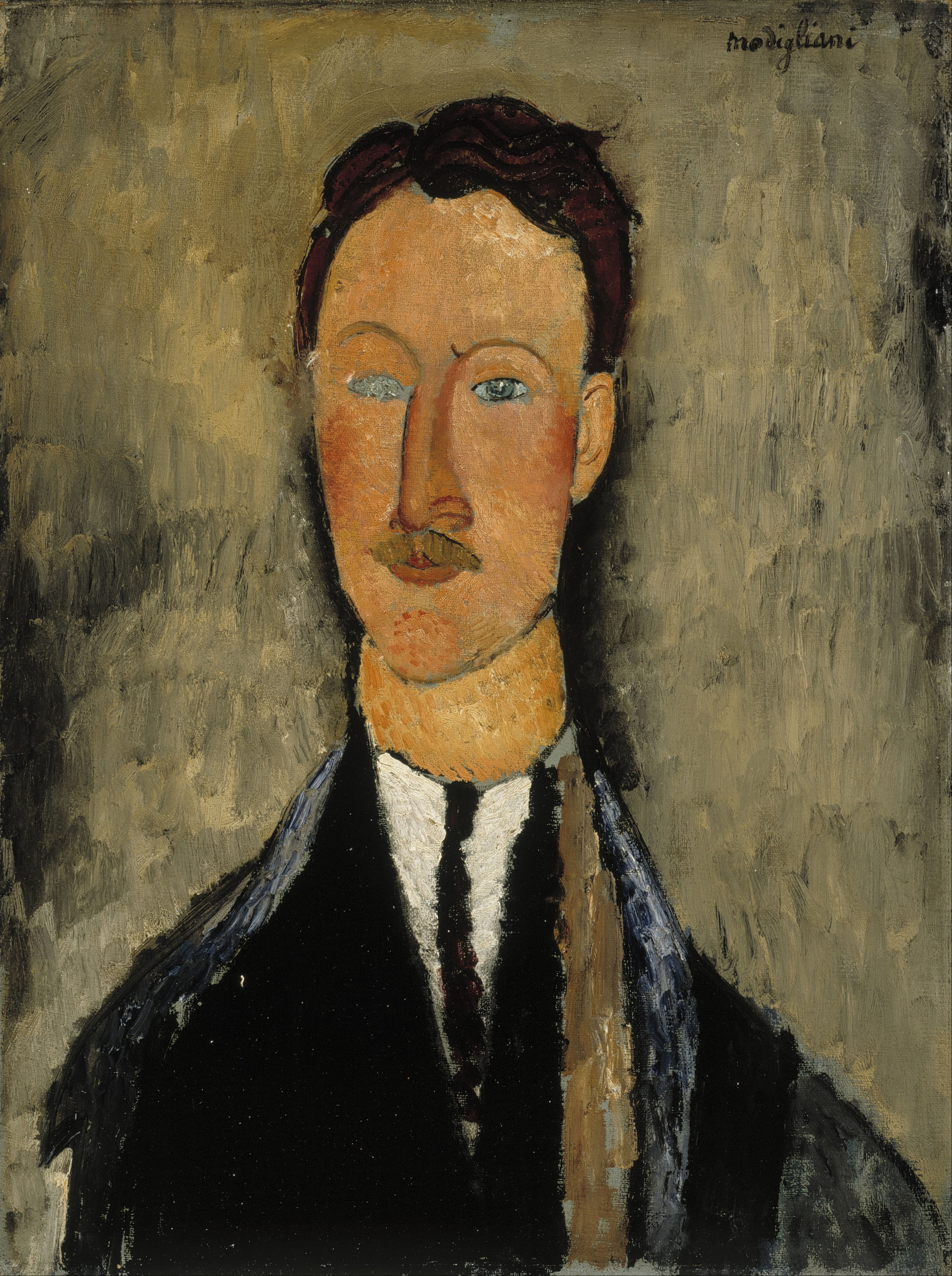
Portret van de kunstenaar Léopold Survage - Amedeo Modigliani
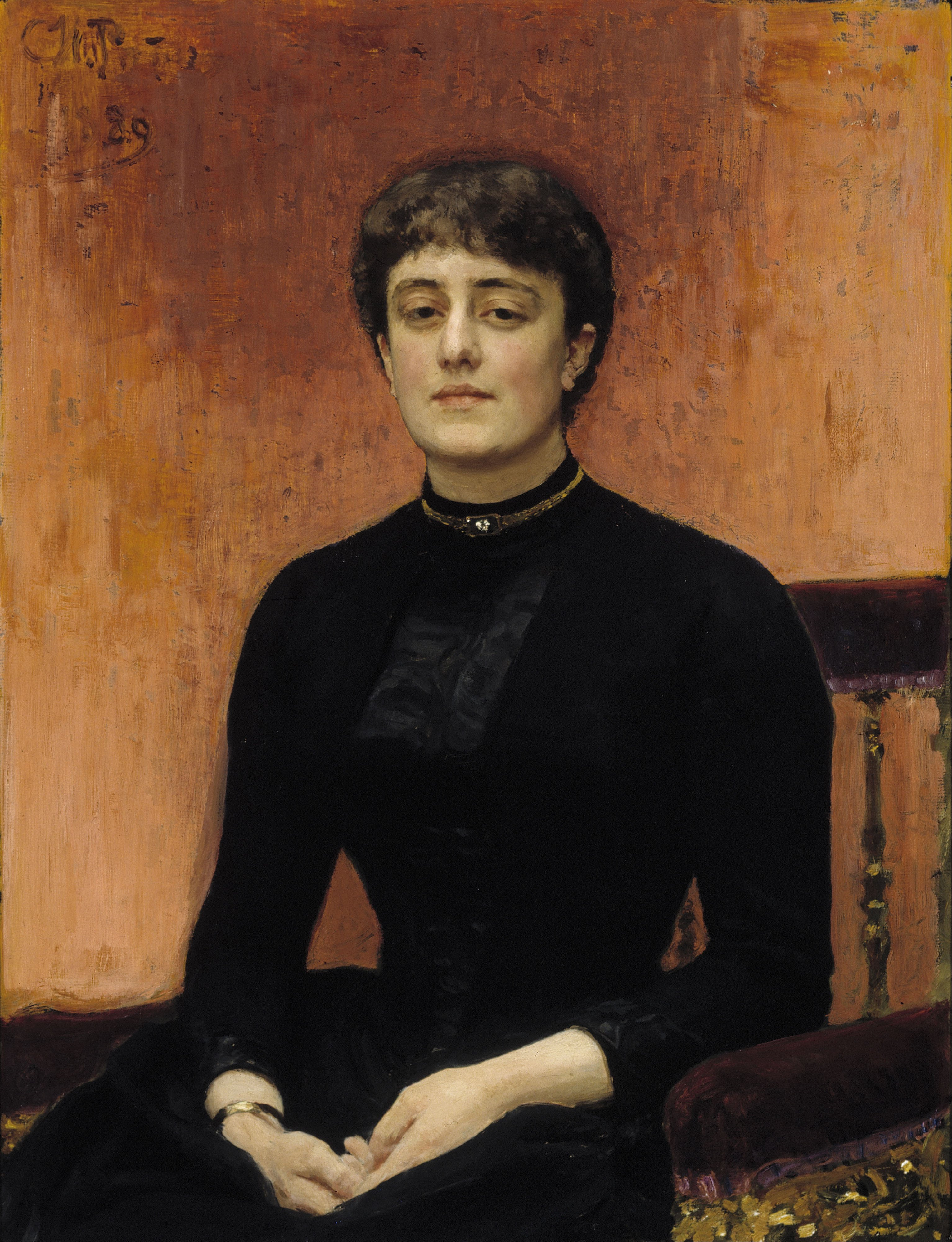
Portret van Jelizaveta Zvantseva - Ilja Repin
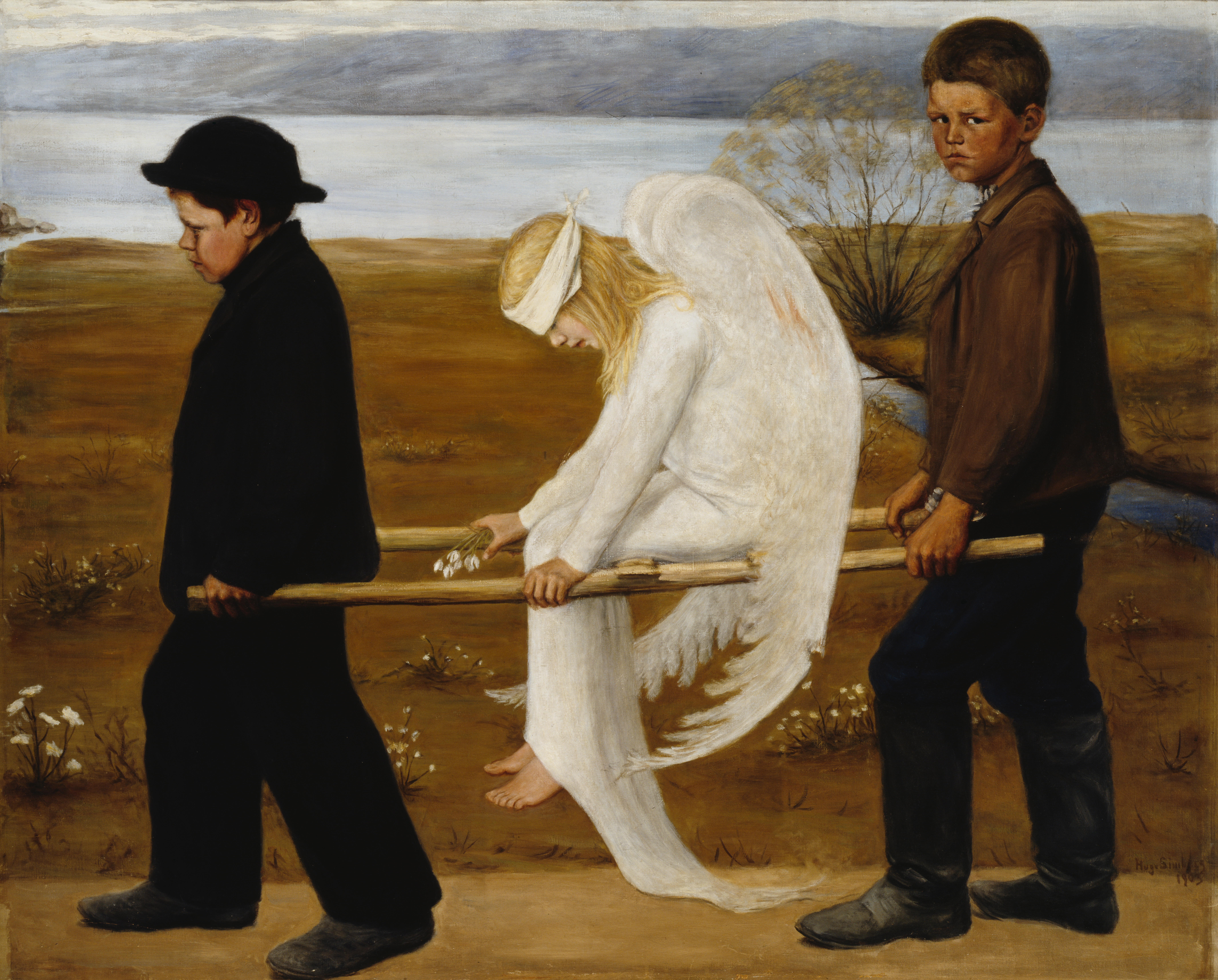
De gewonde engel - Hugo Simberg
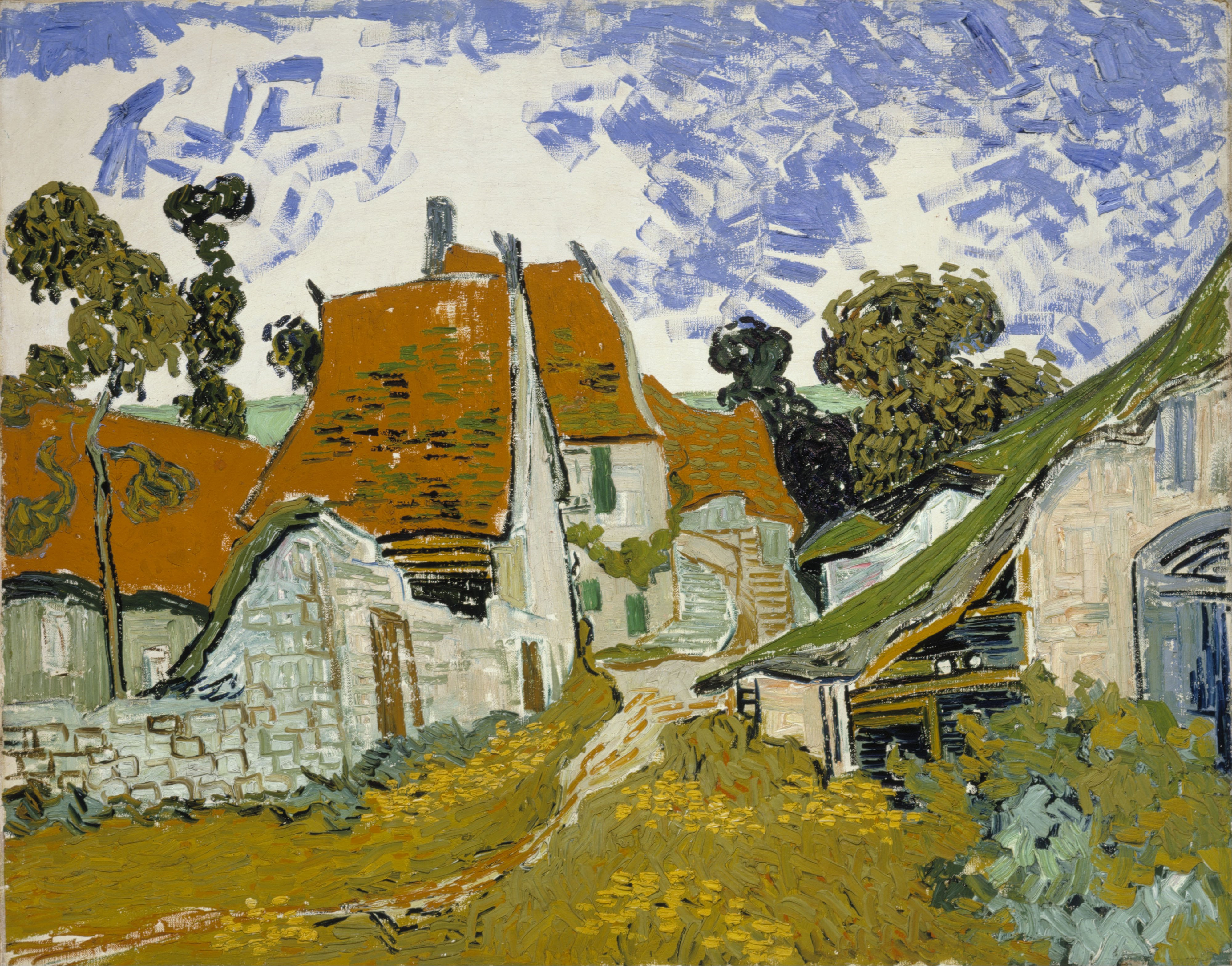
Straat in Auvers-sur-Oise - Vincent van Gogh
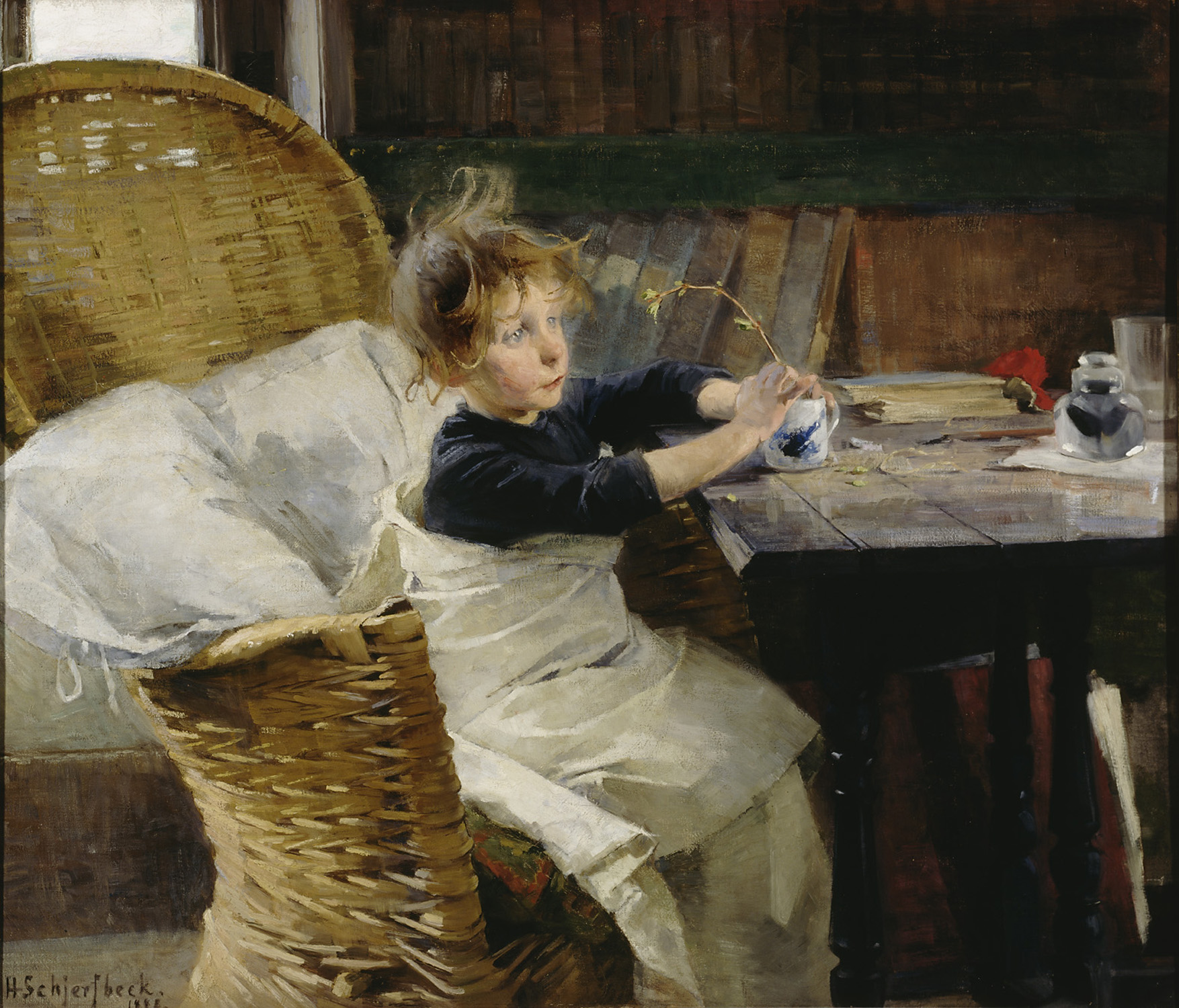
Toipilas ("De herstellende") - Helene Schjerfbeck